# Montesarchio
Montesarchio è un comune italiano di 12 939 abitanti della provincia di Benevento in Campania.
È il comune più popoloso della provincia, dopo il capoluogo Benevento, e ha assunto il titolo di città con il decreto del presidente della Repubblica del 31 luglio 1997.

## Geografia fisica

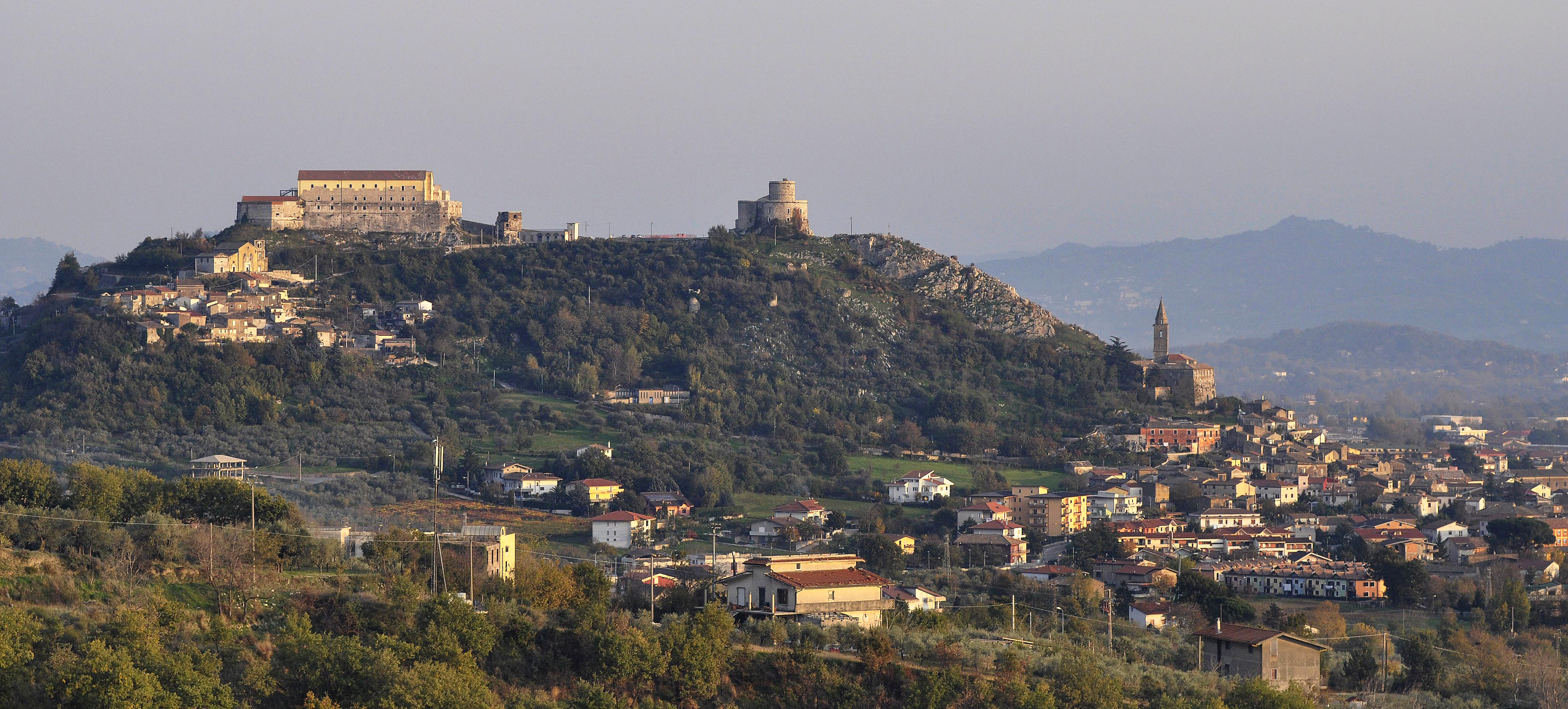
Sopra: Il versante settentrionale della collina di Montesarchio, con il borgo originario di Latovetere sulla sinistra.
Sotto: la mappa del comune di Montesarchio.

Situato a circa 18 km a sud-ovest del capoluogo provinciale, il comune sorge nella Valle Caudina, ai piedi del Monte Taburno.
Il profilo urbano è dominato dal monte stesso e da una collina denominata “Torre”, così chiamata in riferimento alla Torre di Montesarchio, monumento storico che da secoli sovrasta l’abitato. Sulla sommità della collina si trova, oltre alla torre, un castello, mentre lungo le sue pendici si estendono le due sezioni storiche del centro antico, note come lato vetere e lato novo. La collina si affaccia su un’ampia pianura, nella quale si è concentrata l’espansione urbana più recente.
Nel territorio comunale sono presenti il laghetto Moccia, così chiamato per la vicinanza con l’omonima ex fabbrica di laterizi, e il torrente Tesa, affluente dell’Isclero. Nella zona periferica si trova inoltre la via Vitulanense, in località Monaca, che collega il centro abitato con il monte Taburno e i borghi situati lungo le sue pendici.

## Origini del nome
Il nome attuale del comune risalirebbe al Medioevo, derivando da Mons Arculi o Mons Herculis, in riferimento a una leggenda secondo la quale Ercole avrebbe vissuto in queste zone e ucciso il leone in una grotta del Monte Taburno, durante una delle sue dodici fatiche. Il toponimo si sarebbe poi evoluto in Montesarculo, fino a giungere alla forma attuale. Un altro nome storico associato a Montesarchio è quello di Caudium, antico insediamento di origine sannitica da cui prende il nome la Valle Caudina.

## Storia

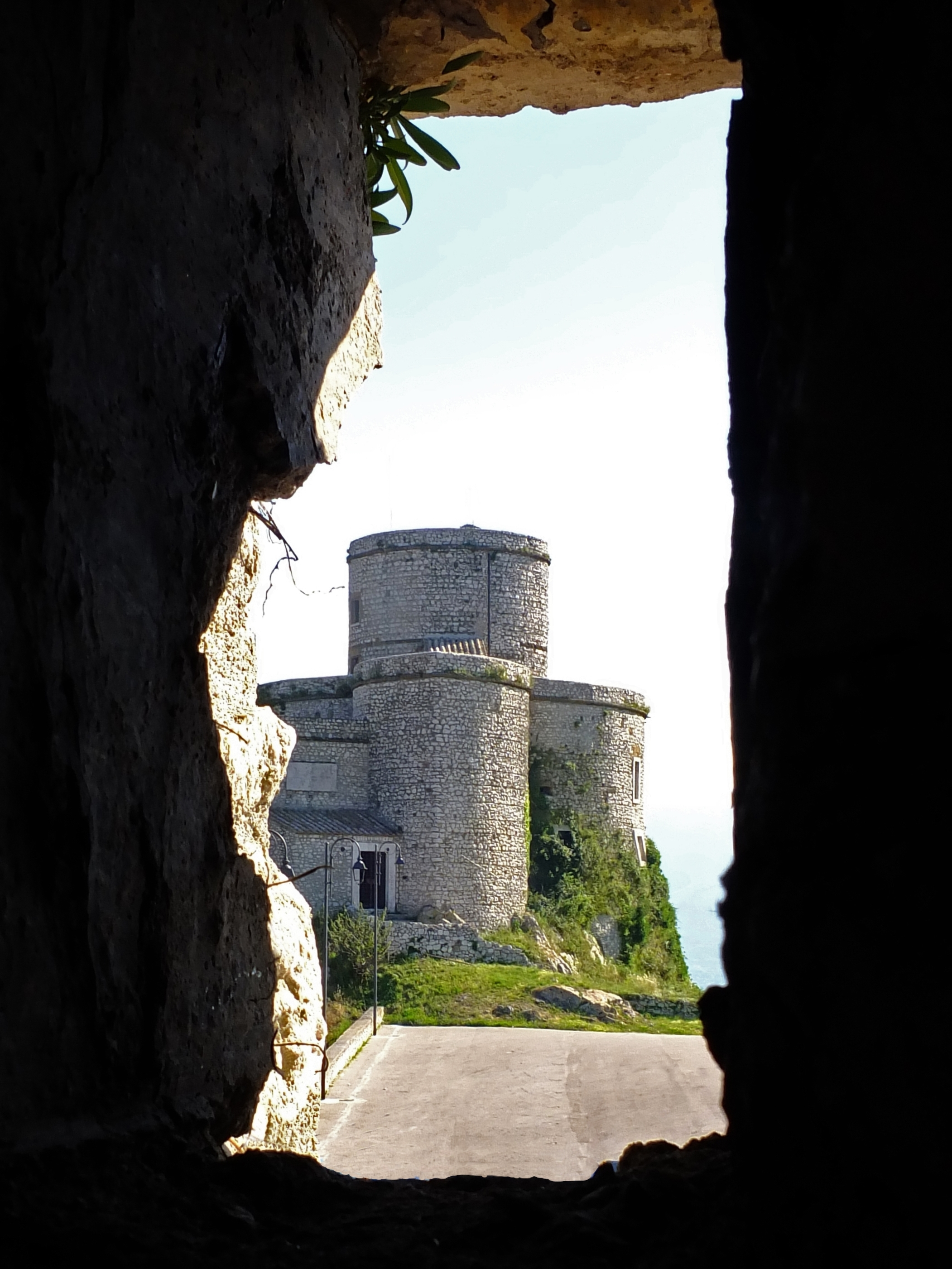
Torre di Montesarchio, 2014

Il territorio di Montesarchio risulta abitato sin dal Neolitico e viene comunemente identificato con l’antica città sannita di Caudium, fondata nell’VIII secolo a.C. e considerata il principale agglomerato urbano del Sannio caudino. Il centro era un nodo strategico per i commerci, in particolare di ceramiche e manufatti provenienti dalla Magna Grecia.
Caudium è celebre per essere stata teatro della Battaglia delle Forche Caudine durante la seconda guerra sannitica, nella quale l’esercito romano venne sconfitto e costretto a subire la simbolica umiliazione delle forche caudine. La città, secondo diverse ipotesi, sarebbe stata distrutta a seguito della definitiva sconfitta della Lega sannitica nel IV secolo a.C.

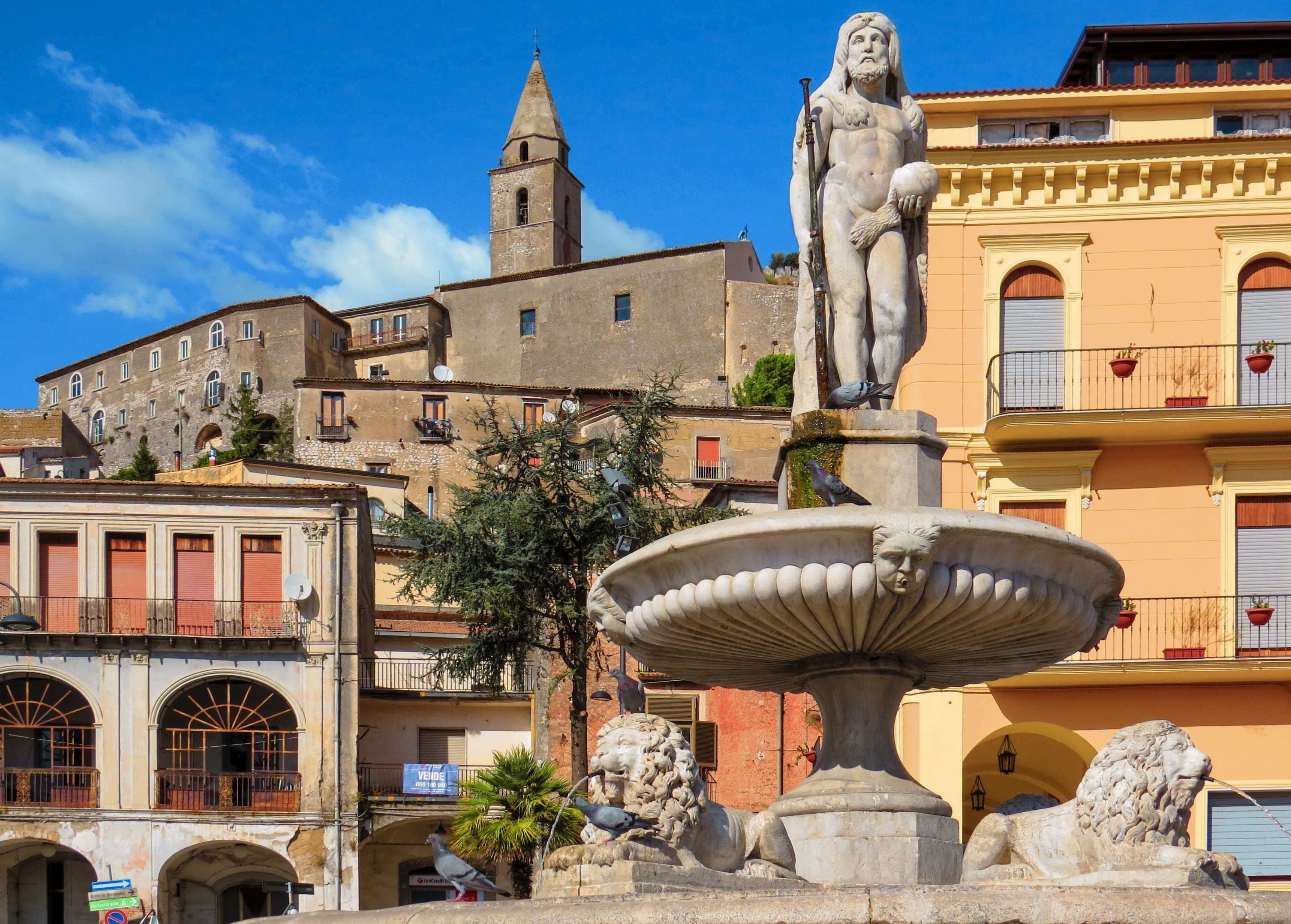
La fontana di Ercole nel centro storico, 2015

Numerosi reperti archeologici testimoniano l’importanza dell’area in epoca romana, tra cui gli scavi di Caudium, resti di terme, un acquedotto e altre strutture rinvenute in località Masseria Foglia. Il territorio fu inoltre attraversato dalla via Appia (oggi strada statale 7 Via Appia), arteria di primaria importanza che collegava Roma a Brindisi passando per Benevento (all’epoca Beneventum).
Durante il periodo longobardo si formò l’agglomerato medievale di Latovetere, caratterizzato da case addossate alla torre e al castello. In epoca normanna, a seguito di un aumento della popolazione, sorse il quartiere di Latonuovo.

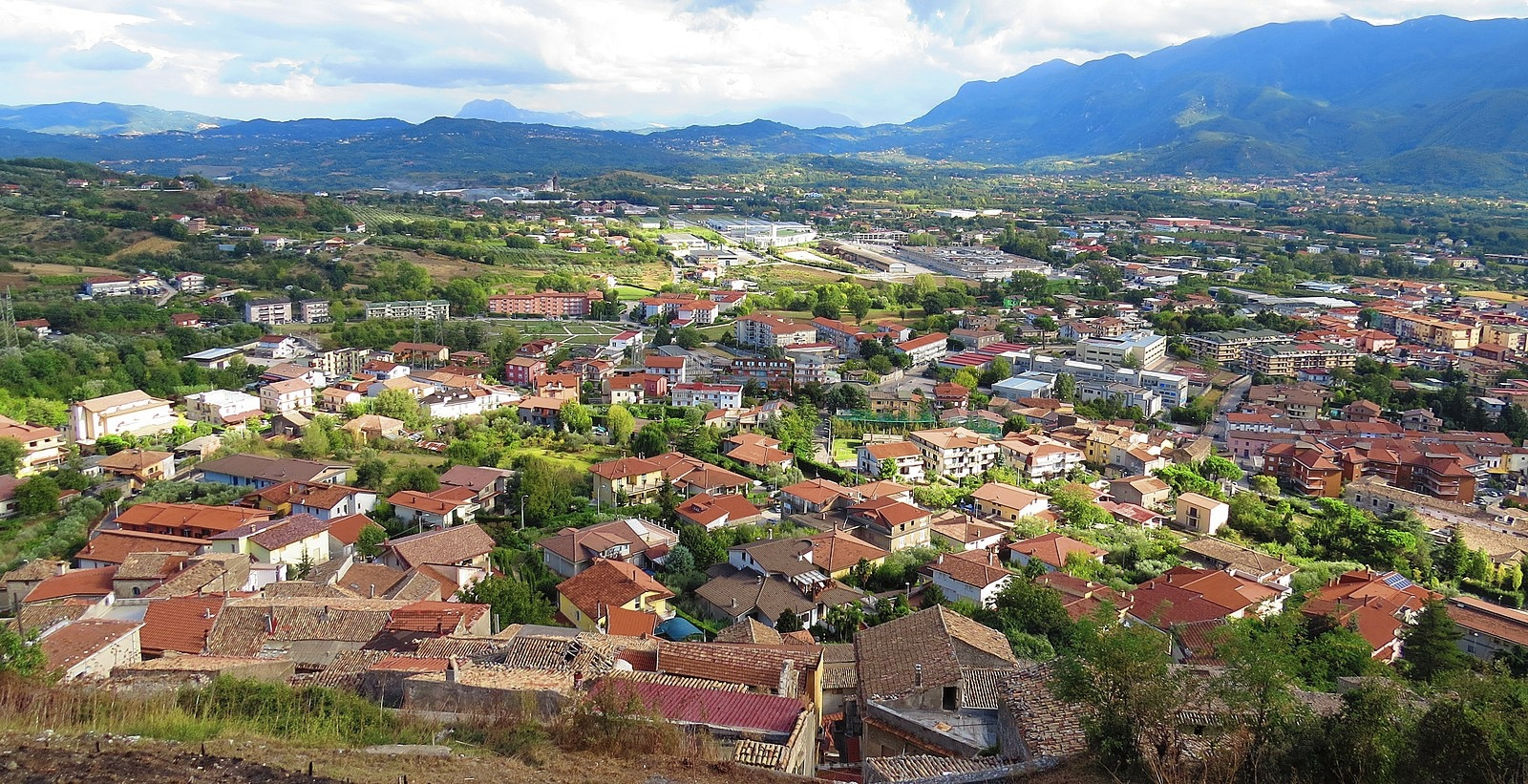
Vista dalla Torre, 2015

Dal 1278 al 1480 Montesarchio fu feudo della famiglia Della Leonessa (o De Lagonissa), per poi passare ai Carafa, che la tennero fino al 1528, e successivamente ai D’Avalos, che conservarono il possesso fino all’abolizione della feudalità nel 1806. Nel corso dei secoli, altri feudatari mantennero diritti sul territorio: nel 1669, ad esempio, la famiglia d’Alessandro risultava titolare di versamenti fiscali per feudi situati “sopra Montesarchio e Valle Vitulano”.
Il terremoto del 5 giugno 1688 causò gravi danni al centro abitato.
Durante il periodo borbonico, la torre del paese fu utilizzata come carcere di massima sicurezza. Tra i detenuti vi fu anche il patriota e politico Carlo Poerio, commemorato oggi da una lapide apposta nella cella in cui si ritiene sia stato imprigionato.

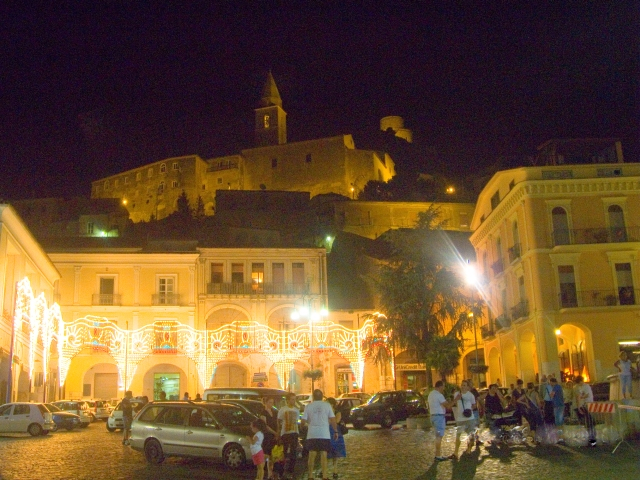
Vista notturna di piazza Umberto I, 2013

Il castello, edificato con funzioni militari e di controllo del territorio, presenta aperture denominate “bocche di leone”, dalle quali, secondo la tradizione, veniva versato olio bollente per respingere eventuali assalitori che avessero tentato l’assalto dalla sottostante pianura.
A seguito della proclamazione del Regno d’Italia, nel 1861 Montesarchio passò dall’ex Principato Ultra alla nuova Provincia di Benevento.
Durante il periodo fascista furono realizzate opere pubbliche tra cui la biblioteca comunale e la scuola elementare.
Nel 2019 il comune è stato scelto come una delle sedi della XXX Universiade ospitata da Napoli. In tale occasione sono stati eseguiti interventi di riqualificazione dello Stadio Comunale “A. Allegretto”, reinaugurato il 2 luglio dello stesso anno.

### Simboli
Lo stemma e il gonfalone di Montesarchio sono stati concessi con decreto del Presidente della Repubblica, Oscar Luigi Scalfaro, del 31 luglio 1997.

#### Stemma

Lo stemma secondo la blasonatura ufficiale

Lo stemma è il seguente: 

#### Gonfalone

Il gonfalone utilizzato dal comune

Il gonfalone del Comune è un drappo di colore azzurro, recante lo stemma comunale con le seguenti aggiunzioni: nella parte superiore, al centro, in caratteri grandi cubitali, colore oro la scritta CITTÀ e al secondo rigo DI (sempre in posizione centrale). Segue al rigo successivo una grossa corona formata di mattoni, sempre color oro e posta in posizione centrale, subito sotto la corona è posto lo stemma e sotto la sua scritta Hercules alexicacos una corona d’alloro in colore oro. Al di sotto della corona d’alloro, con le stesse caratteristiche della scritta del primo e secondo rigo, vi è la scritta MONTESARCHIO.

## Monumenti e luoghi d'interesse

### Architetture religiose

#### Abbazia di San Nicola

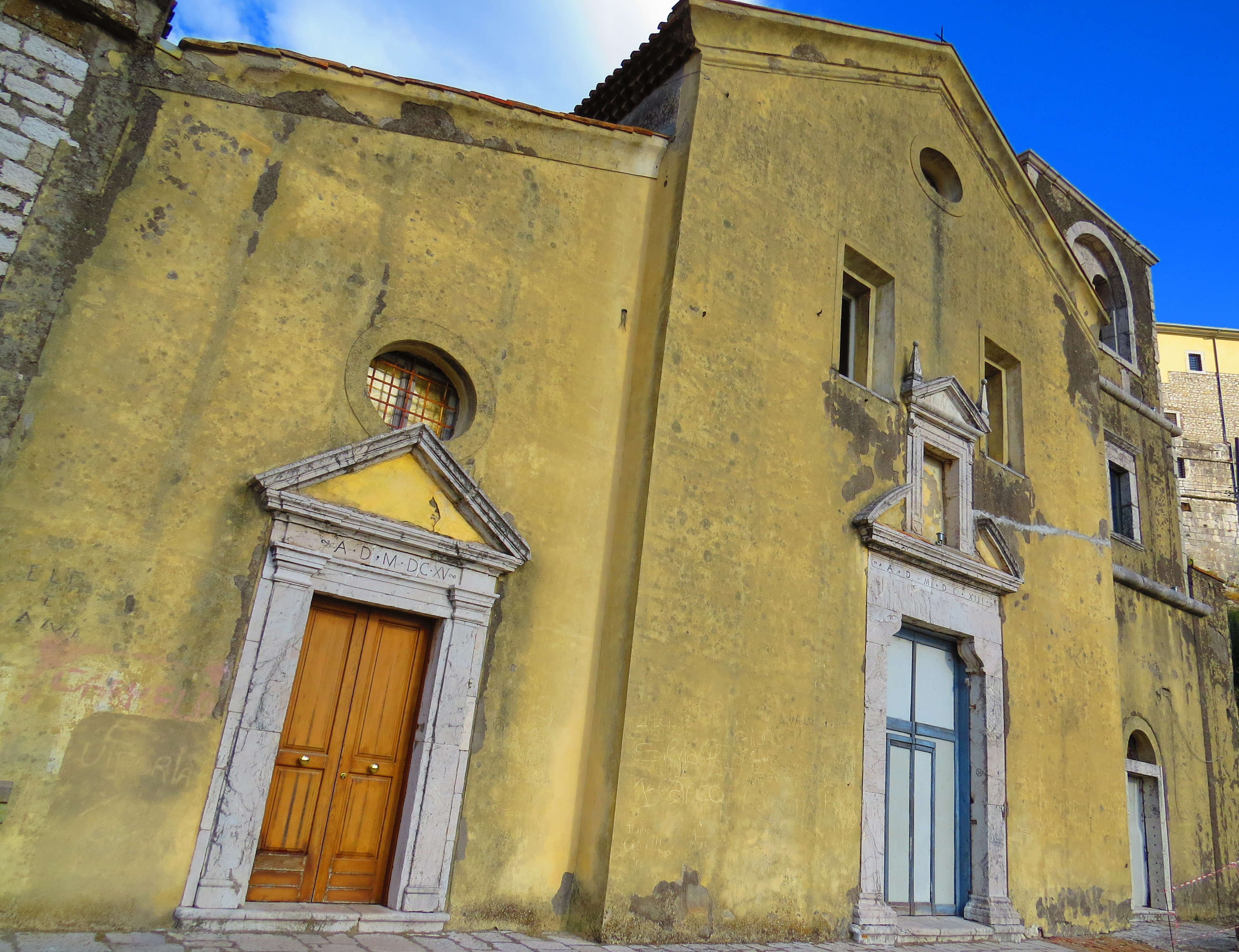
Abbazia di San Nicola, 2015

Sita nel centro storico, l'Abbazia di San Nicola è stata edificata fra il XII e il XIII secolo anche se nel corso dei secoli è stata più volte rimaneggiata. La facciata, in stile romanico, è sovrastata da una nicchia un tempo affrescata. L'interno è a due navate e conserva diversi resti della struttura originaria romanica come l'arco che precede il presbiterio. Vi si può ammirare un altare maggiore in marmi policromi sovrastato da un grande dipinto.

#### Chiesa e convento di Santa Maria delle Grazie

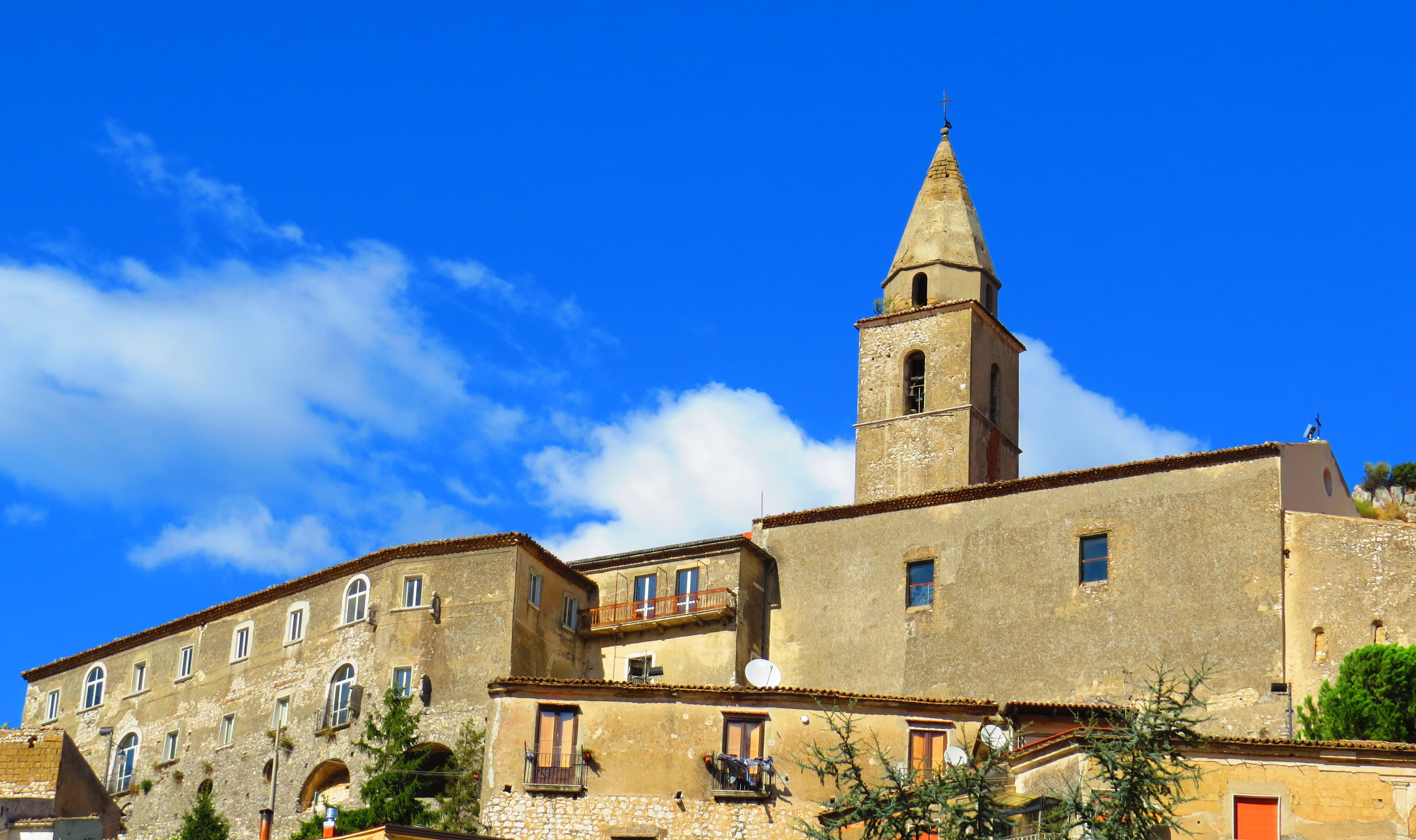
Chiesa di Santa Maria delle Grazie, 2015

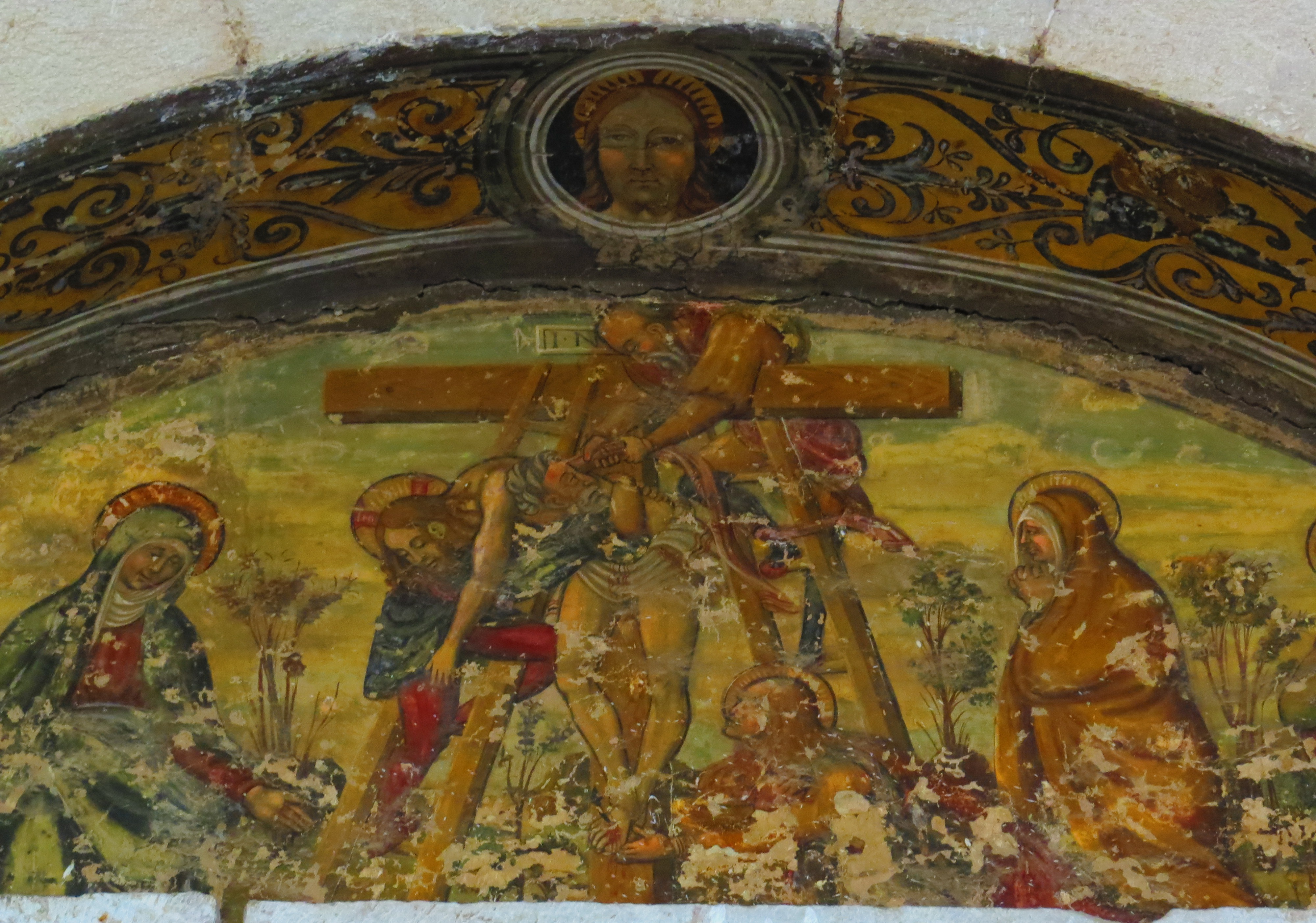
Deposizione di Cristo, dipinta nella lunetta del portale della chiesa della Madonna delle Grazie, 2015

Il complesso venne edificato dai padri francescani nel XV secolo. La chiesa possiede una navata con una sola cappella laterale dedicata all'Immacolata Concezione. Al suo interno è conservata una scultura lignea della Madonna, realizzata dallo scultore napoletano Carmine Lantriceni (1760). Sul chiostro, voluto dal conte Carlo Carafa nel XV secolo, si affaccia il campanile realizzato in epoca posteriore.

#### Chiesa e convento di San Francesco

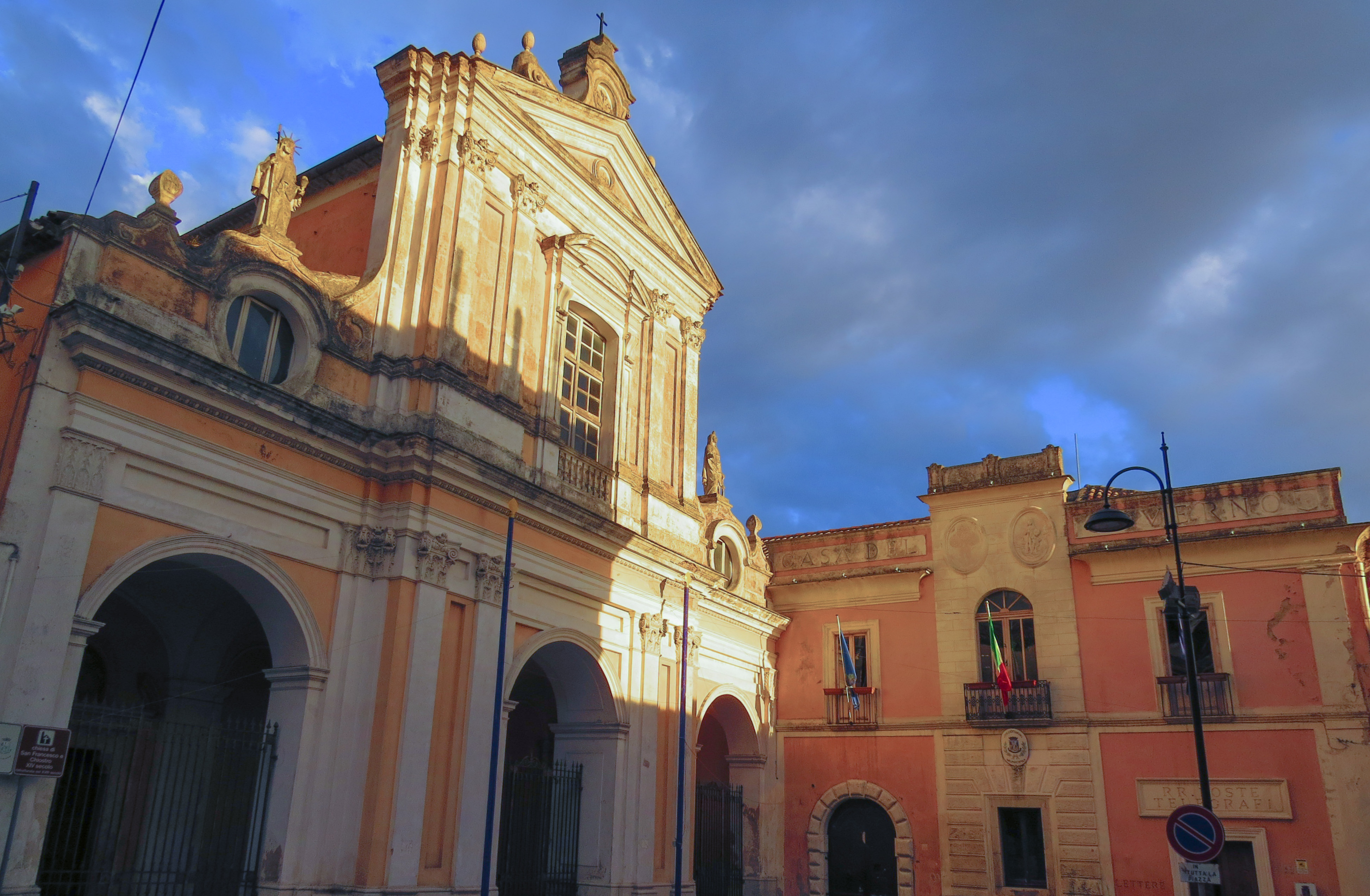
Chiesa ed ex-convento di San Francesco, 2015

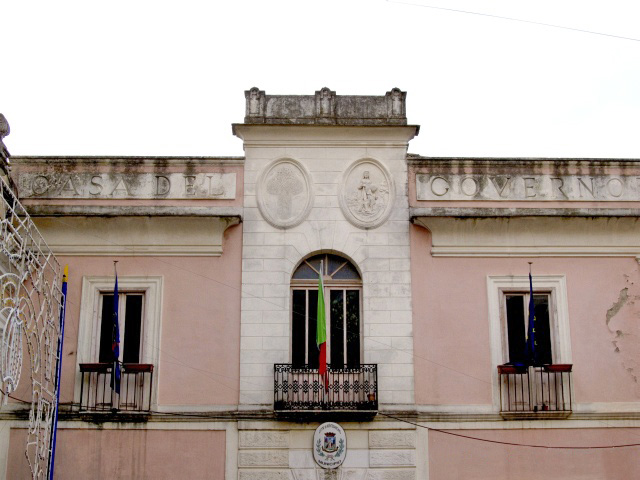
Facciata dell'ex-convento di Montesarchio, oggi sede comunale, 2015

Il complesso è stato costruito nel 1339 ma l'aspetto attuale risale al XVIII secolo. La chiesa, di stile vanvitelliano, ha una facciata con tre ingressi (il centrale possiede una bella porta in legno intarsiata con scene di vita di San Francesco). L'interno è a tre navate ed ha altari e dipinti barocchi. Di notevole interesse è l'organo a canne e il pulpito in legno. Il convento è attualmente sede comunale.

#### Chiesa della Purità, San Pio e San Leone
Nata come cappella privata dei D'Avalos, conserva ancora il passaggio che conduceva al palazzo nobiliare. Di notevole interesse è il presbiterio con il coro, ricco di decorazioni, il baldacchino centrale in marmo e l'altare maggiore, costituito da motivi geometrici e floreali.

#### Chiesa di San Giovanni Battista o dell'Annunziata

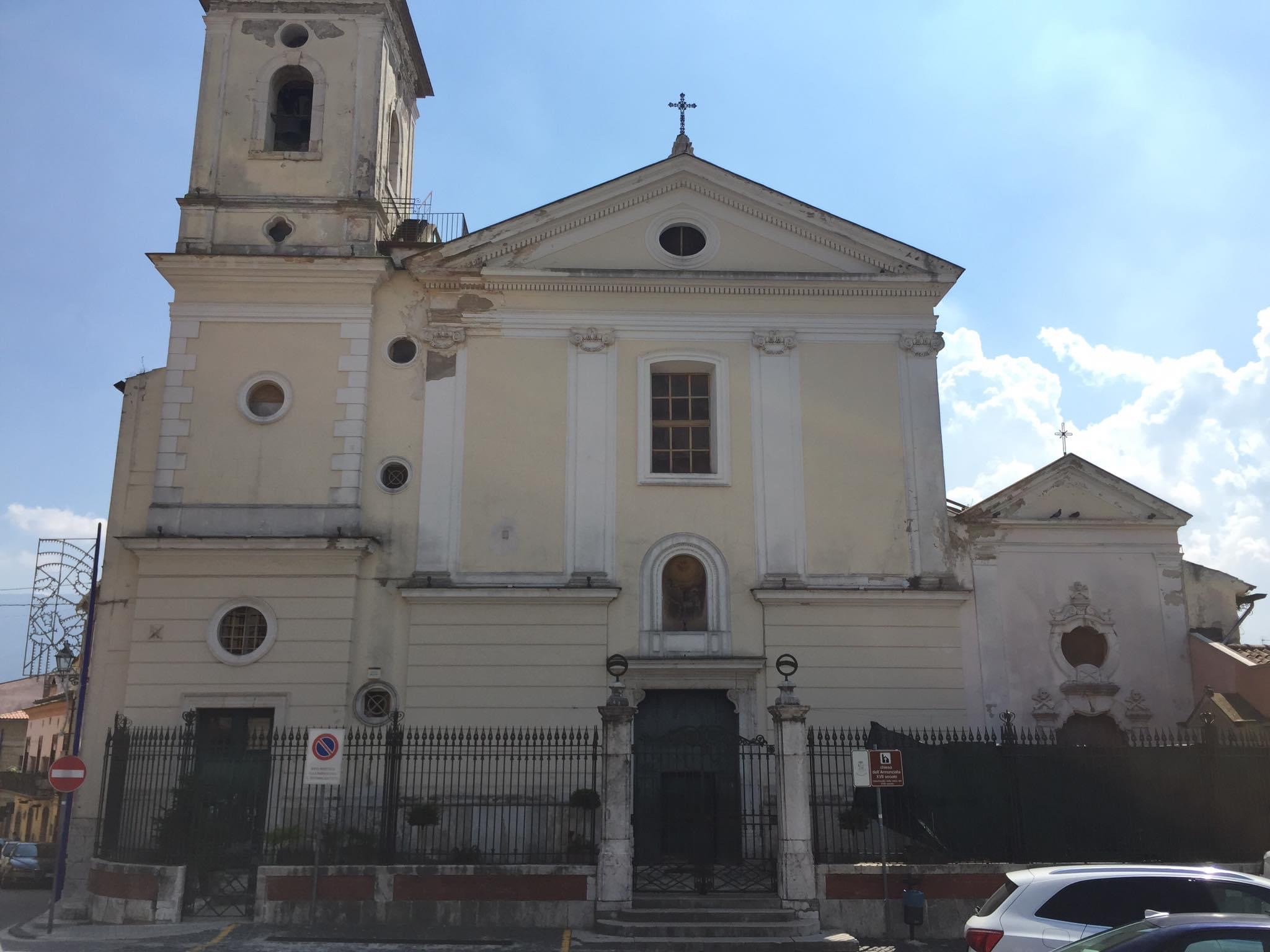
Facciata della Chiesa di San Giovanni Battista o dell'Annunziata, 2020

La Chiesa di San Giovanni Battista o dell'Annunziata è sita nella parte orientale di piazza Umberto I.

#### Chiesa della Santissima Trinità
Risalente al XVI secolo.

#### Chiesa e convento di Santa Maria di Costantinopoli
Risalenti al XVII secolo. Abitato dai frati francescani cappuccini (da qui viene il nome convento dei cappuccini). Costruita da Nicola Davalos, principe del paese per devozione per lo scampato pericolo della peste del 1656 che colpì la valle caudina. All'inizio del XX secolo fu adibito come caserma militare. Nel ventennio fascista fu inaugurata anche una colonia estiva.

#### Vecchio cimitero di Latovetere

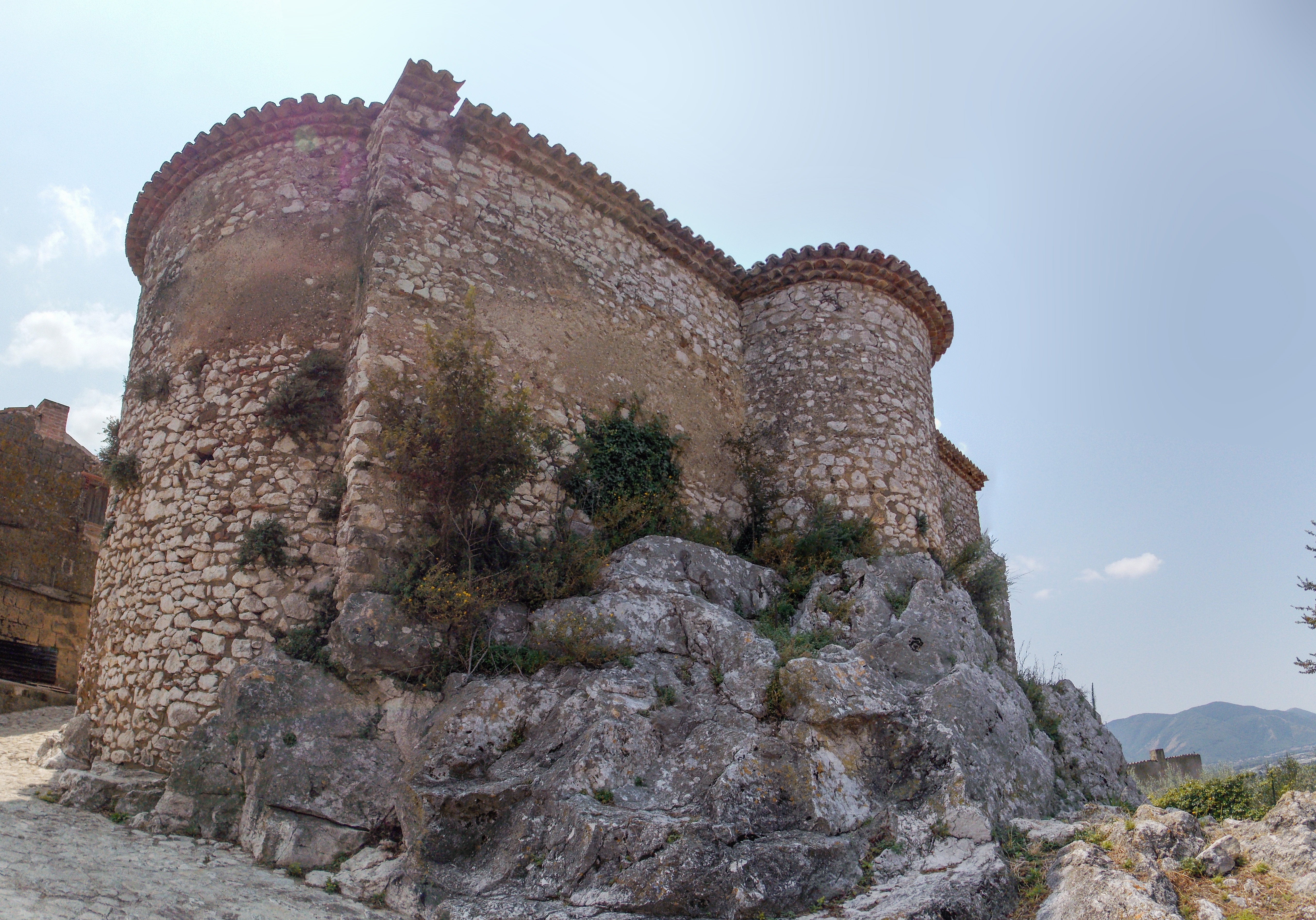
Il Vecchio cimitero di Latovetere, 2016

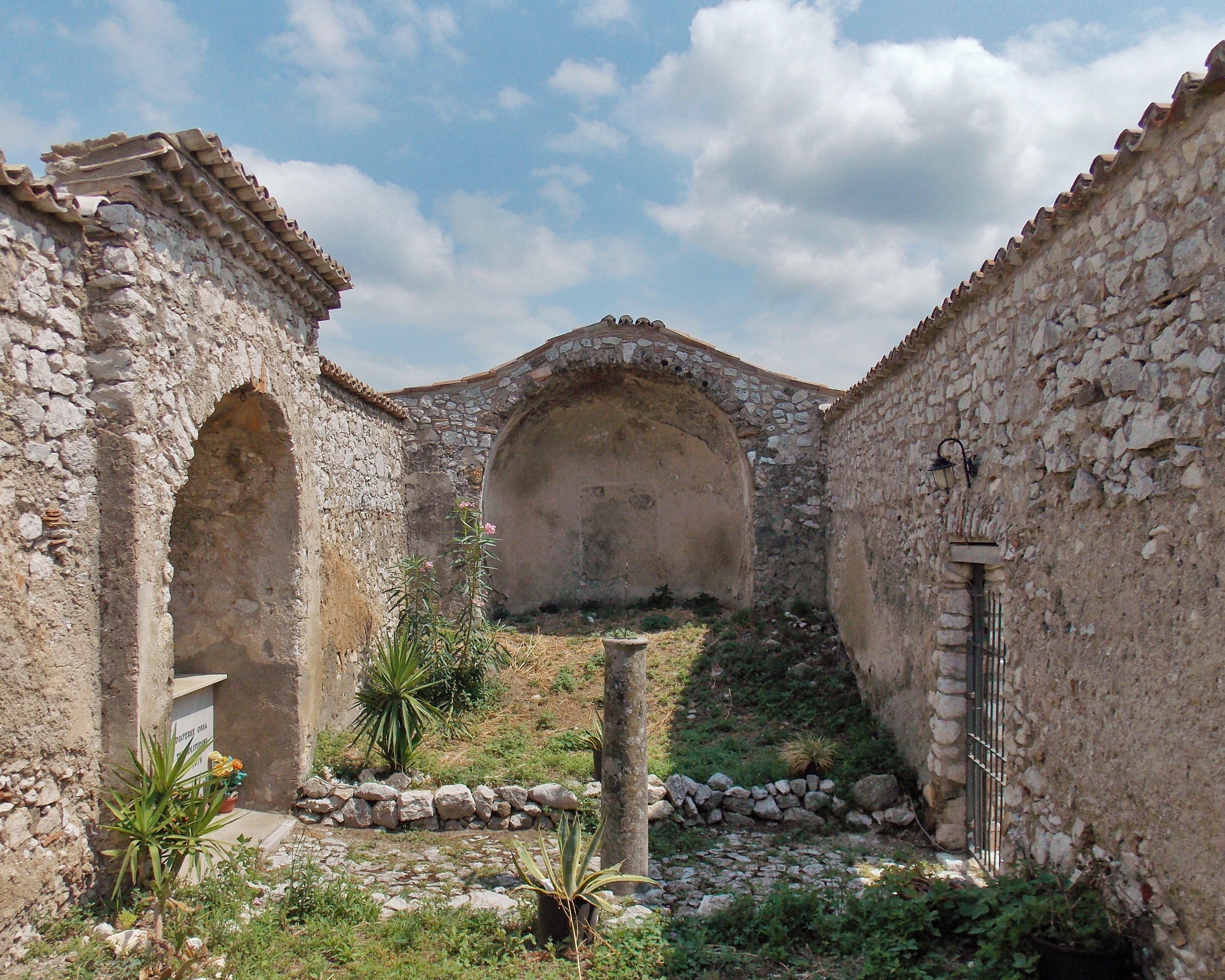
Interno del Vecchio cimitero, 2016

Il cosiddetto Vecchio cimitero di Latovetere è probabilmente la chiesa più antica di Montesarchio, eretta in età longobarda e utilizzata come cimitero in tempi successivi.

### Architetture militari

#### Torre

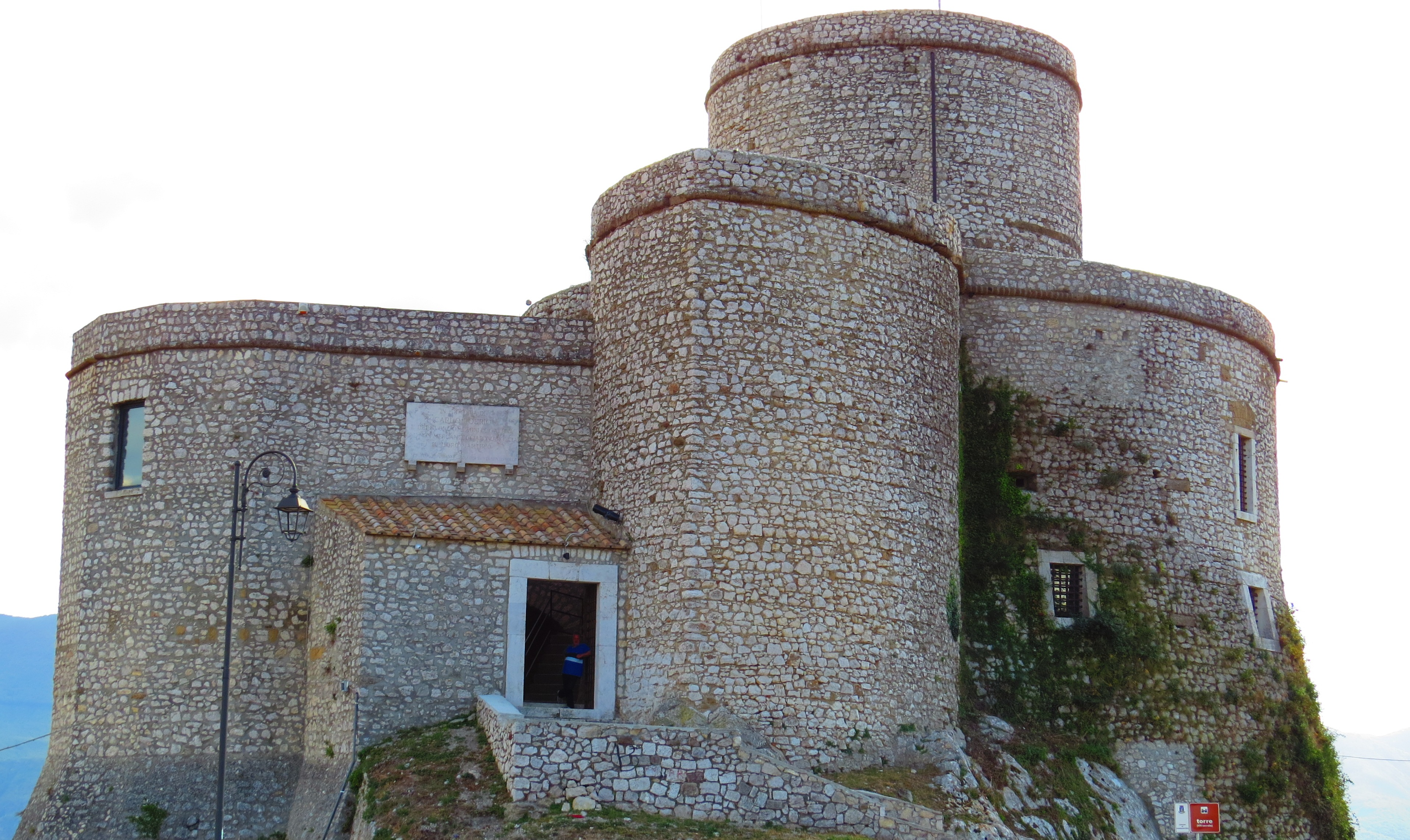
Torre di Montesarchio, 2015

La Torre di Montesarchio è una struttura militare di origine medievale adibita a sede del museo archeologico nazionale del Sannio Caudino insieme al castello. All'interno dell'antica torre è esposto "Il ratto di Europa", celebre cratere di Assteas.

#### Castello

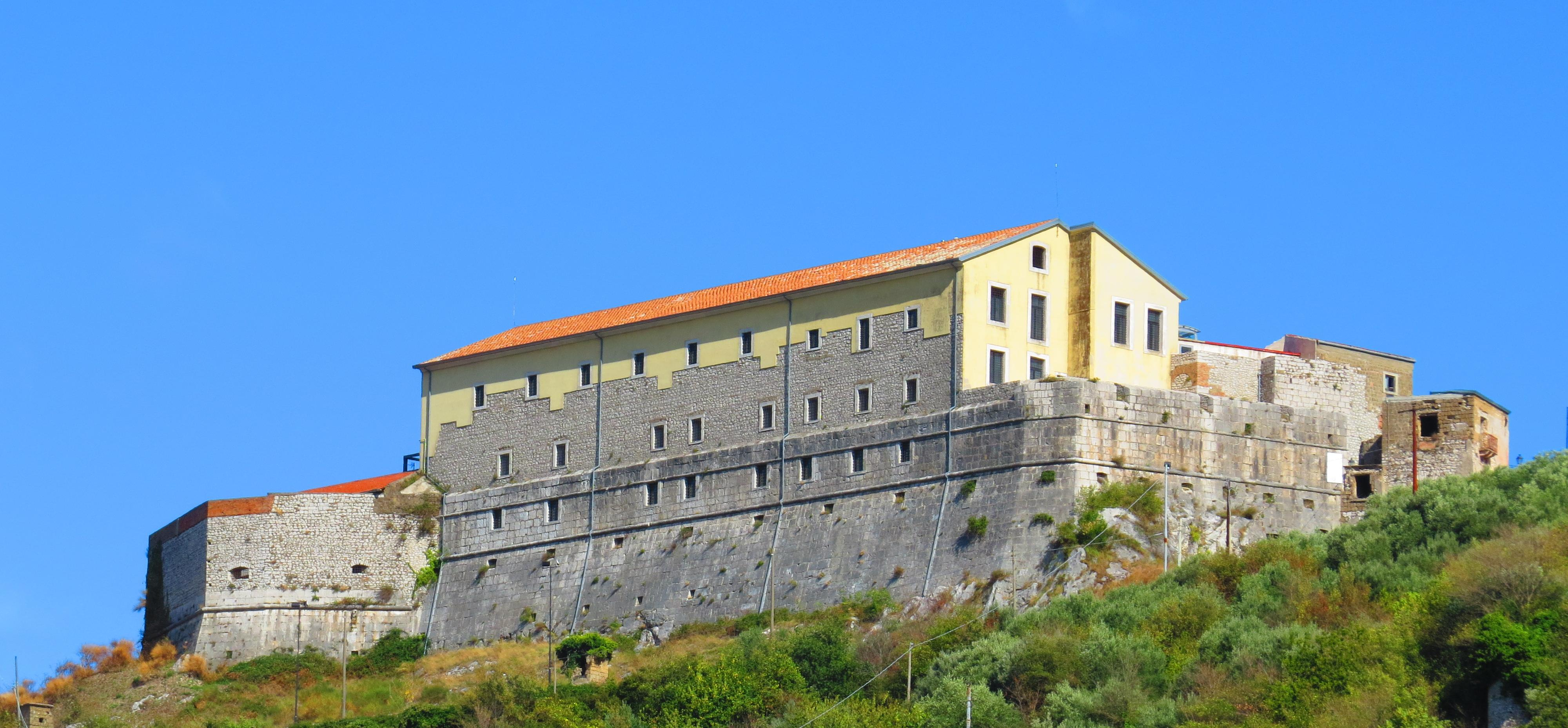
Castello di Montesarchio, 2015

Edificato per fini militari e di ordine pubblico (nelle sue segrete furono imprigionati numerosi dissidenti politici), il Castello di Montesarchio è visitabile e ospita il museo archeologico nazionale del Sannio Caudino. L'evidenza storica dell'utilizzo della struttura come carcere deriva dal rinvenimento di aree adibite a cortili per i reclusi ed esplicite iscrizioni sui muri ad opera dei patrioti rinchiusi nelle celle. Il castello, del quale sono evidenti gli incassi del ponte levatoio e il fossato di protezione, ha subito numerose modifiche nel corso dei secoli, dall'VIII in poi, periodo nel quale si fa risalire la prima edificazione.

## Società

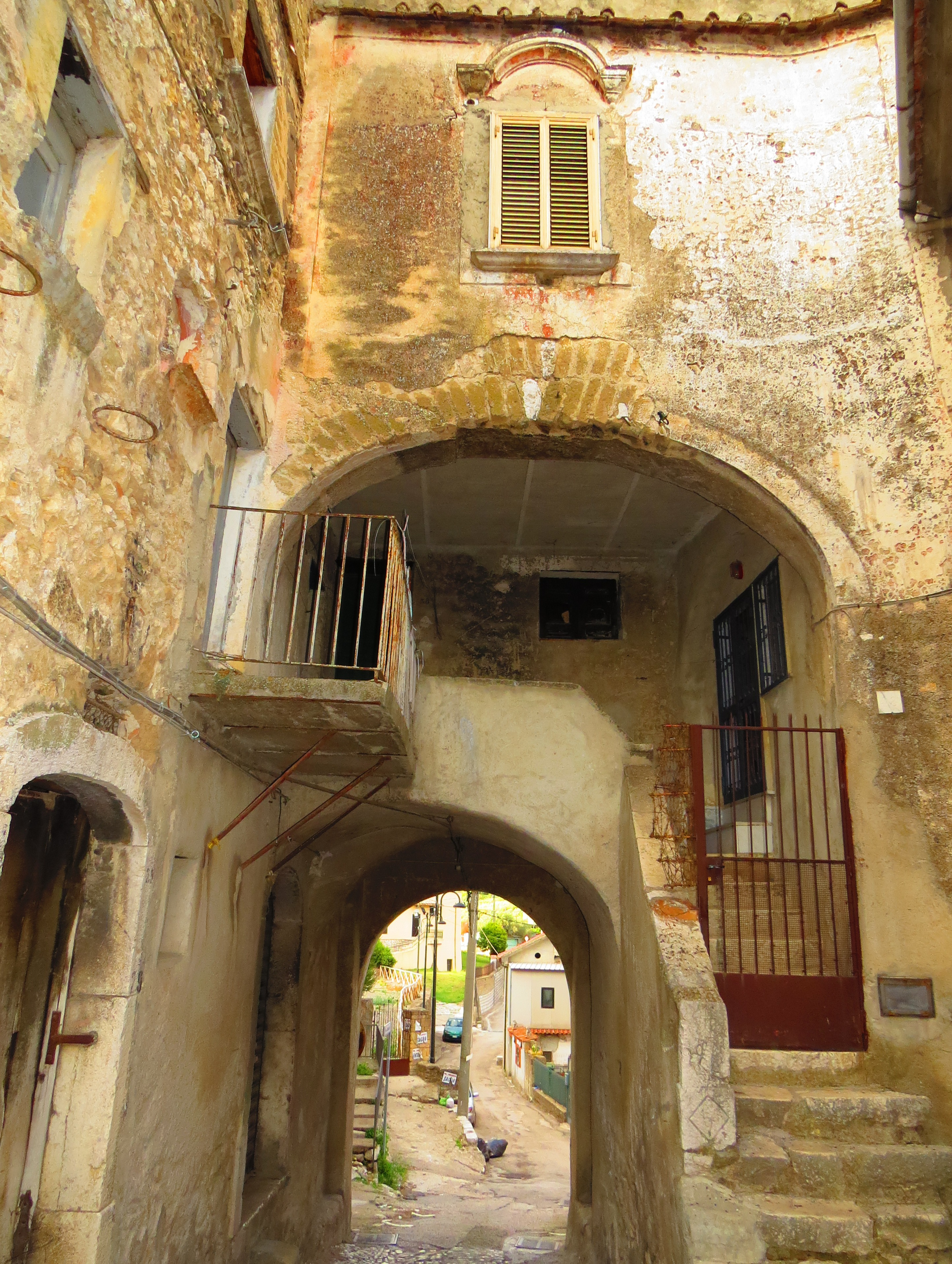
Porta del quartiere storico di Latonuovo, vista dall'interno, 2015

### Evoluzione demografica
Abitanti censiti

### Etnie e minoranze straniere
Secondo i dati ISTAT, al 31 dicembre 2020 i residenti di origine straniera ammontano a 580 unità, ovvero il 4,4% della popolazione totale. I principali gruppi provengono dai seguenti paesi:
- Romania: 261
- Ucraina: 51
- Nigeria: 43
- Albania: 35

## Cultura

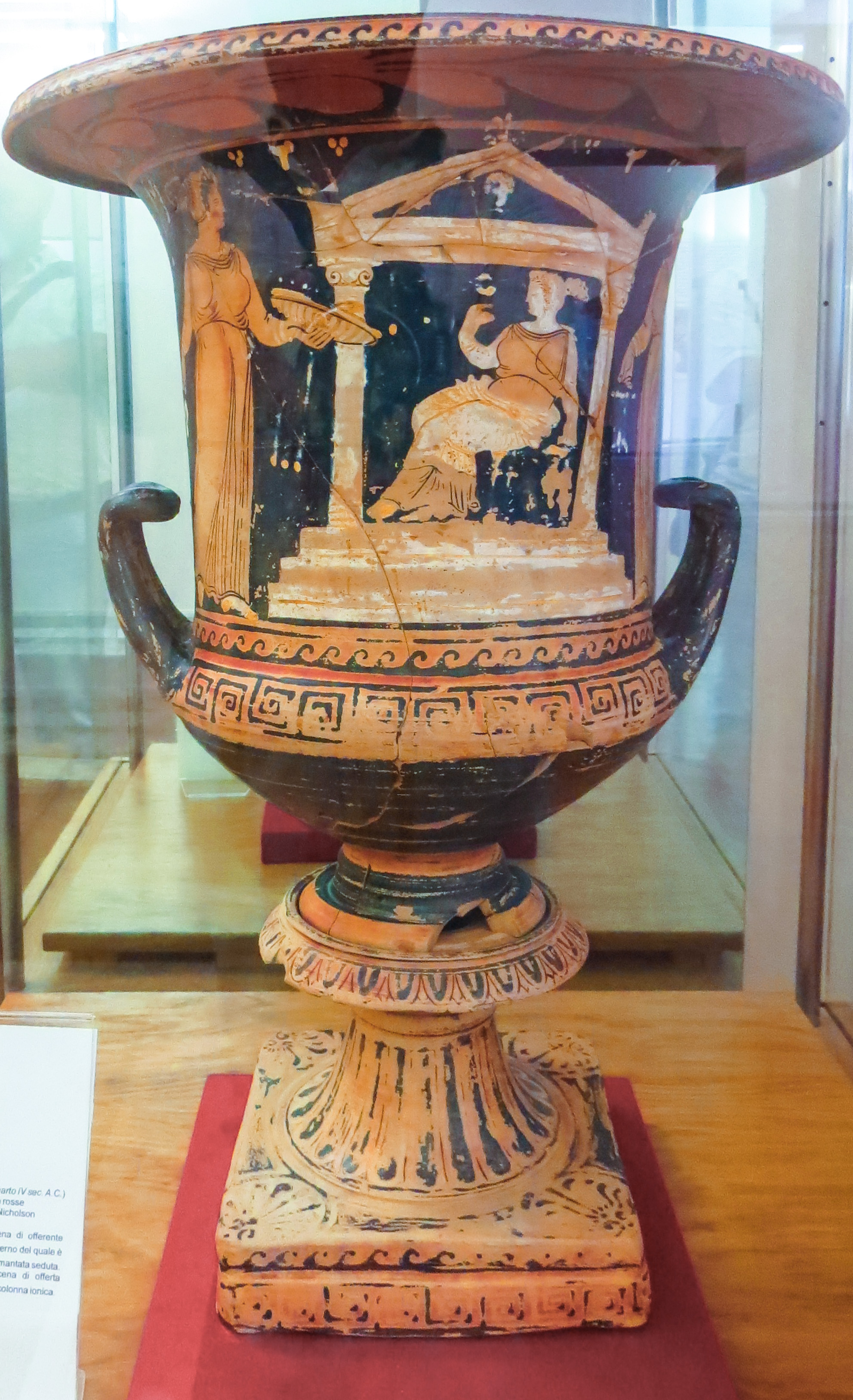
Un vaso dalle necropoli Caudium, esposto al Museo archeologico nazionale del Sannio Caudino

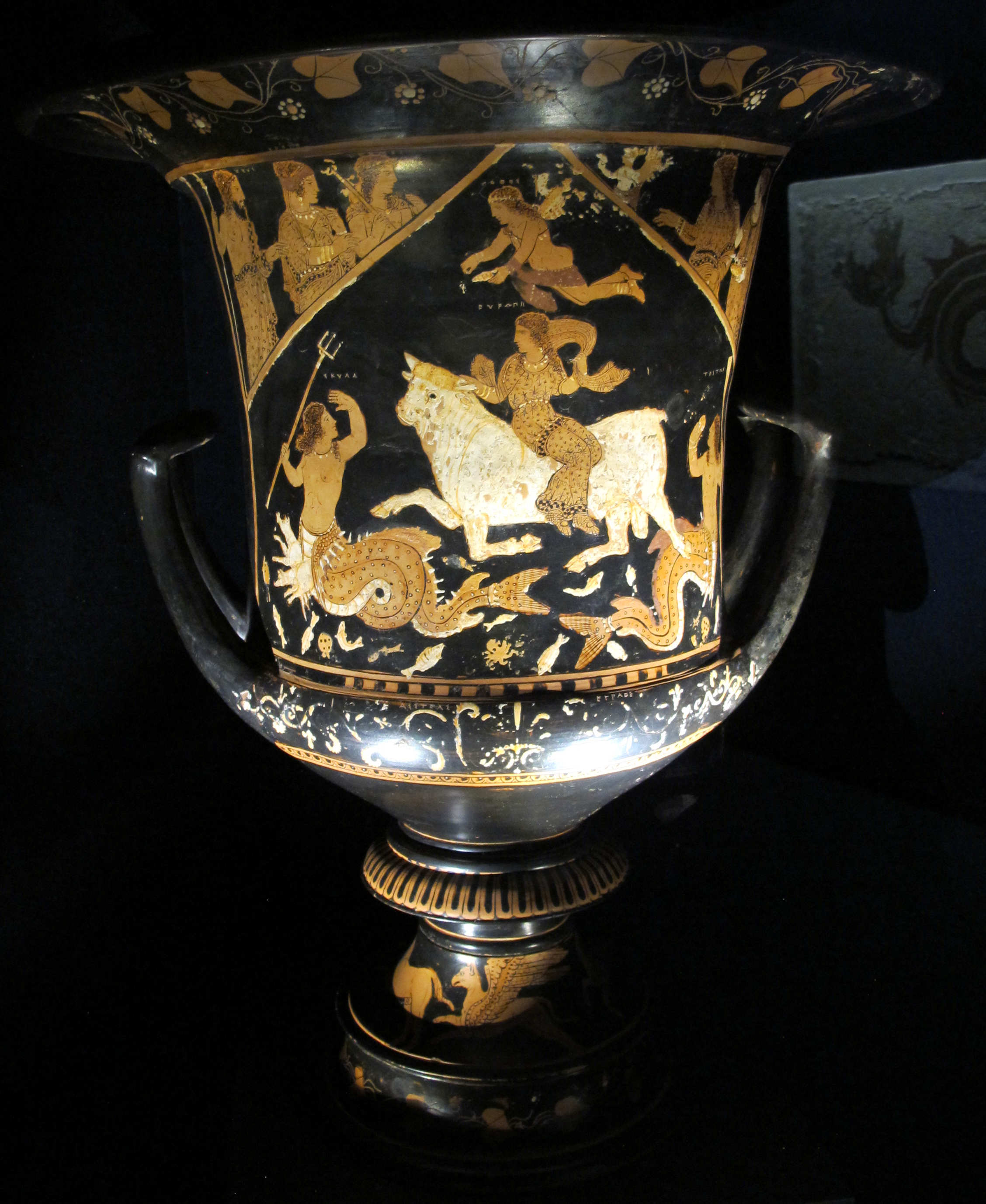
Cratere di Assteas

### Istruzione
La città è sede di due circoli didattici, una scuola media, tre licei (ad indirizzo scientifico, psicopedagogico e linguistico), due istituti pubblici (ad indirizzo professionale e alberghiero) e uno privato (con vari indirizzi di studio).

### Cinema
Alcune scene del film del 1974 Permettete signora che ami vostra figlia? sono state girate a Montesarchio. Parte delle riprese del film del 1950 Zappatore si sono invece svolte nella frazione di Cirignano.

### Musei
Il comune ospita il museo archeologico nazionale del Sannio Caudino, presso il Castello. Tra i tanti vasi antichi e reperti archeologici presenti all'interno, è esposto anche il celebre vaso di Assteas, sul quale è ritratto il ratto di Europa.

## Geografia antropica
La città fa parte della Comunità Montana Zona del Taburno, della Regione Agraria n. 3 - Monti del Taburno e del Camposauro e del Parco del Taburno-Camposauro.

### Frazioni
- Cirignano: non è stato mai comune autonomo, ma sempre Casale di Montesarchio.
- Iavari.
- Izzi.
- Monaca.
- Muraglione.
- Tufara Valle.
- Varoni: all'inizio del XIX secolo fu elevato a comune dai francesi e tale rimase fino al 1867, quando con decreto del 10 gennaio fu aggregato al comune di Montesarchio.

## Economia
Montesarchio è un centro agricolo. Dal 2017 è associato a I borghi più belli d'Italia.

## Infrastrutture e trasporti

### Strade
La valle Caudina è stata storicamente punto di passaggio tra Capua e Beneventum con la via Appia romana, di cui la odierna strada statale 7 Via Appia va a ricalcare il percorso tra Caserta e Benevento, costituendo la principale infrastruttura stradale del comune, benché declassificata a gestione comunale nel tratto urbano e sostituita da un tratto in variante che evita l'attraversamento dell'abitato. La strada, nel territorio di Montesarchio, presenta caratteristiche di strada extraurbana secondaria con incroci a raso. Altre strade di rilievo provinciale che attraversano Montesarchio sono anch'esse extraurbane secondarie e inserite dall'ente gestore nel Comparto 5: Vitulanese - Caudino e sono: la SP 109 Vitulanese I Tronco, erede di una via di comunicazione del Principato Ulteriore tra il capoluogo Avellino e la valle del Tammaro attraverso la valle Vitulanese; la SP 129 Montesarchio - Bucciano - Bivio S. Tommaso, che attraverso Varoni e Bucciano giunge nella valle dell'Isclero ad Ovest del Taburno - Camposauro, in territorio di Sant'Agata de' Goti; la SP 134 Varoni - Bonea - Frazione Bacilli, che dalla precedente attraversa Bonea e vi ritorna; la SP 135 SS 7 - Bonea, che dalla statale Appia raggiunge la SP 129 a Varoni; la SP 136 SS 7 - Cervinara; la SP 137 Montesarchio - Cervinara; la SP 138 Irpinia verso San Martino Valle Caudina; la SP 139 SP Vitulanese - Castello feudale di Montesarchio, di accesso al complesso monumentale e relativo museo.

### Ferrovie
Il territorio comunale è interessato solo in minima parte, nella sua parte più ad est, tra la discarica di Tre Ponti e Tufara Valle, dalla ferrovia della Valle Caudina, che però ha la stazione di San Martino Valle Caudina-Montesarchio-Pannarano nel territorio del primo di questi tre, collegata a Montesarchio dalla SP 275 della provincia di Avellino, che continua nella SP 138.

### Mobilità urbana
I trasporti interurbani di Montesarchio vengono svolti con autoservizi di linea gestiti da AIR Campania.

## Amministrazione

### Elenco dei Sindaci, dei Podestà e dei Commissari Straordinari

#### Regno d'Italia (17 marzo 1861 – 18 giugno 1946)
| Periodo           | Periodo           | Primo cittadino       | Partito                         | Carica      | Note |
| ----------------- | ----------------- | --------------------- | ------------------------------- | ----------- | ---- |
| 25 ottobre 1860   | 30 luglio 1861    | Salvatore De Simone   | —                               | Sindaco     |      |
| 31 luglio 1861    | 16 maggio 1864    | Michele Frattasi      | —                               | Sindaco     |      |
| 17 maggio 1864    | 28 novembre 1865  | Salvatore De Simone   | —                               | Sindaco     |      |
| 29 novembre 1865  | 3 aprile 1866     | Giambattista Supino   | —                               | Sindaco     |      |
| 4 aprile 1866     | luglio 1866       | Alfonso Zingone       | —                               | Sindaco     |      |
| luglio 1866       | agosto 1866       | Michele Frattasi      | —                               | Sindaco     |      |
| 23 agosto 1866    | 1 febbraio 1867   | Alfonso Zingone       | —                               | Sindaco     |      |
| 2 febbraio 1867   | 27 settembre 1876 | Michele Verrusio      | —                               | Sindaco     |      |
| 28 settembre 1876 | 1 ottobre 1877    | Lorenzo Palomba       | —                               | Sindaco     |      |
| 2 ottobre 1877    | 1 gennaio 1878    | Angelo Verrusio       | —                               | Sindaco     |      |
| 2 gennaio 1878    | 21 giugno 1878    | Michele Frattasi      | —                               | Sindaco     |      |
| 22 giugno 1878    | 9 dicembre 1885   | Nicola Striani        | Destra storica                  | Sindaco     |      |
| 10 dicembre 1885  | 17 maggio 1890    | Alfonso Zingone       | Sinistra storica                | Sindaco     |      |
| 18 maggio 1890    | 4 novembre 1896   | Bartolomeo D'Ambrosio | Partito Liberale Costituzionale | Sindaco     |      |
| 26 aprile 1897    | 17 agosto 1906    | Antonio Striani       | Partito Liberale Costituzionale | Sindaco     |      |
| 1 agosto 1907     | 1 maggio 1908     | Bartolomeo D'Ambrosio | Partito Liberale Costituzionale | Sindaco     |      |
| 2 maggio 1908     | 25 novembre 1908  | Angelo D'Amelio       | Sinistra storica                | Sindaco     |      |
| 26 novembre 1908  | 25 novembre 1910  | Bartolomeo D'Ambrosio | Partito Liberale Costituzionale | Sindaco     |      |
| 13 dicembre 1910  | 17 gennaio 1920   | Angelo D'Amelio       | Sinistra storica                | Sindaco     |      |
| 23 ottobre 1920   | 26 gennaio 1923   | Angelo D'Amelio       | Sinistra storica                | Sindaco     |      |
| 27 gennaio 1923   | 6 novembre 1923   | Carmine Adinolfi      | Partito Nazionale Fascista      | Sindaco     |      |
| 7 novembre 1923   | 10 luglio 1926    | Angelo Ferraro        | Partito Nazionale Fascista      | Sindaco     |      |
| 11 luglio 1926    | 8 febbraio 1936   | Costantino Ambrosone  | Partito Nazionale Fascista      | Podestà     |      |
| 8 novembre 1938   | 17 aprile 1942    | Francesco Cassella    | Partito Nazionale Fascista      | Podestà     |      |
| 18 aprile 1942    | 22 ottobre 1942   | Luigi Umili           | Partito Nazionale Fascista      | Podestà     |      |
| 23 ottobre 1942   | 22 gennaio 1943   | Felice De Pasquale    | Partito Nazionale Fascista      | Podestà     |      |
| 23 gennaio 1943   | 23 agosto 1943    | Luigi De Ferraris     | Partito Nazionale Fascista      | Podestà     |      |
| 24 agosto 1943    | 5 novembre 1943   | Pasquale Guglielmi    | Partito Nazionale Fascista      | Podestà     |      |
| 6 novembre 1943   | 27 marzo 1944     | Emilio Finelli        | Indipendente (CLN)              | Commissario |      |
| 28 marzo 1944     | 25 agosto 1944    | Emilio Finelli        | Indipendente (CLN)              | Commissario |      |
| 26 agosto 1944    | 28 marzo 1945     | Mario Cutillo         | Indipendente (CLN)              | Commissario |      |
| 29 marzo 1945     | 3 febbraio 1946   | Mario Cutillo         | Indipendente (CLN)              | Commissario |      |

#### Repubblica Italiana (dal 18 giugno 1946)
| Periodo          | Periodo          | Primo cittadino        | Partito                            | Carica                  | Note |
| ---------------- | ---------------- | ---------------------- | ---------------------------------- | ----------------------- | ---- |
| 21 giugno 1946   | maggio 1952      | Innocenzo De Bellis    | Partito Nazionale Monarchico       | Sindaco                 |      |
| maggio 1952      | 31 gennaio 1953  | Ferdinando Luciano     | Partito Liberale Italiano          | Sindaco                 |      |
| 1 febbraio 1953  | 8 marzo 1958     | Ernesto Parisio        | Partito Nazionale Monarchico       | Sindaco                 |      |
| 8 marzo 1958     | 16 gennaio 1961  | Luciano Ferdinando     | Partito Liberale Italiano          | Sindaco                 |      |
| 17 gennaio 1961  | dicembre 1961    | Paolo Nicola           | Indipendente                       | Sindaco                 |      |
| 17 gennaio 1962  | settembre 1962   | Carminantonio Mataluni | Democrazia Cristiana               | Sindaco                 |      |
| 13 ottobre 1970  | 17 maggio 1971   | Vincenzo Luciano       | Partito Liberale Italiano          | Sindaco                 |      |
| 26 maggio 1971   | maggio 1972      | Gennaro Papa           | Partito Liberale Italiano          | Sindaco                 |      |
| 18 agosto 1972   | 29 novembre 1974 | Luciano Ferdinando     | Partito Liberale Italiano          | Sindaco                 |      |
| 9 dicembre 1974  | 14 febbraio 1975 | Paolo Nicola           | Indipendente                       | Sindaco                 |      |
| 24 febbraio 1975 | 8 aprile 1975    | Paolo Chica            | Democrazia Cristiana               | Sindaco                 |      |
| 9 settembre 1975 | 13 novembre 1976 | Paolo Chica            | Democrazia Cristiana               | Sindaco                 |      |
| 27 novembre 1976 | 22 novembre 1977 | Fiorente D’Apice       | Democrazia Cristiana               | Sindaco                 |      |
| 10 dicembre 1977 | 12 ottobre 1982  | Carmine Pagnozzi       | Democrazia Cristiana               | Sindaco                 |      |
| 13 ottobre 1982  | 31 luglio 1985   | Carminantonio Mataluni | Democrazia Cristiana               | Sindaco                 |      |
| 1 agosto 1985    | 12 aprile 1987   | Carmine Pagnozzi       | Democrazia Cristiana               | Sindaco                 |      |
| 4 maggio 1989    | 3 agosto 1990    | Carmine Pagnozzi       | Democrazia Cristiana               | Sindaco                 |      |
| 4 agosto 1990    | 10 dicembre 1992 | Carminantonio Mataluni | Democrazia Cristiana               | Sindaco                 |      |
| 11 dicembre 1992 | 16 novembre 1993 | Nicola Damiano         | Partito Democratico della Sinistra | Sindaco                 |      |
| 17 novembre 1993 | 13 maggio 1994   | Carmine Pagnozzi       | Democrazia Cristiana               | Sindaco                 |      |
| 14 maggio 1994   | 29 dicembre 1994 | Raffaele D’Agostino    | Indipendente                       | Sindaco                 |      |
| 30 dicembre 1994 | 17 ottobre 2002  | Enrico Striani         | Lista civica I Liberali            | Sindaco                 |      |
| 18 ottobre 2002  | 26 maggio 2003   | Maria Assunta Colella  | Indipendente                       | Commissario prefettizio |      |
| 27 maggio 2003   | 27 maggio 2013   | Antonio Izzo           | Forza Italia Popolo della Libertà  | Sindaco                 |      |
| 28 maggio 2013   | 15 maggio 2023   | Francesco Damiano      | Partito Democratico                | Sindaco                 |      |
| 16 maggio 2023   | in carica        | Carmelo Sandomenico    | Lista civica di centro             | Sindaco                 |      |

### Gemellaggi
- La Garde, dal 1977

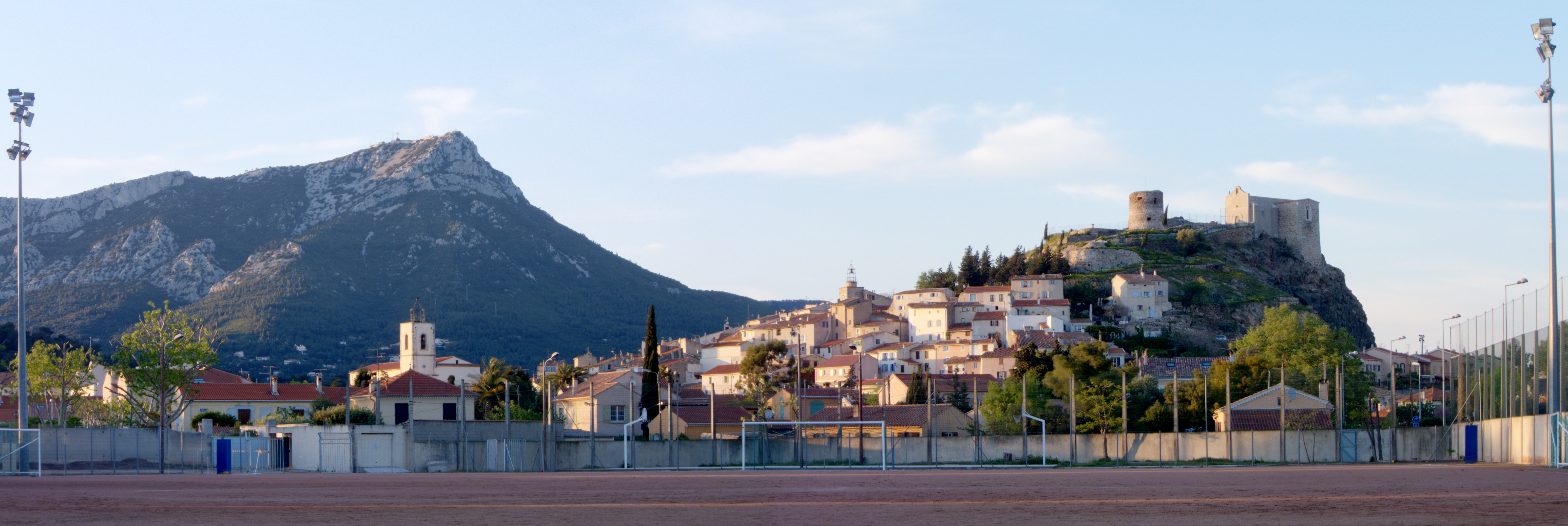
Il centro storico di La Garde, fotografato da un'inquadratura che esalta la somiglianza con quello di Montesarchio, 2008

La scelta deriva dal fatto che entrambe le città hanno, nel loro punto più alto, una torre e un castello in posizioni assai simili.
- Betlemme, dal 2006[14]
La motivazione del gemellaggio è che una cittadina di Montesarchio, Suor Nunziatina Izzo, svolge da oltre 25 anni la sua attività nella chiesa della Natività nella cittadina palestinese. Nel 2008 il Sindaco di Betlemme Dott. Victor Batarseh è stato ospite di Montesarchio, per rafforzare ulteriormente i rapporti di amicizia tra le due città.
- Torre del Greco, dal 2008
Il gemellaggio intende mettere a confronto culture e tradizioni di due città diverse della Campania: una sul mare, l'altra nell'entroterra.